# ليتل ويلبرهم (كامبريدجشير)
ليتل ويلبرهم (بالإنجليزية: Little Wilbraham)‏ هي أبرشية مدنية تقع في المملكة المتحدة في إنجلترا. يقدر عدد سكانها بـ 394 نسمة .